# Stazione di Bologna Corticella
La stazione di Bologna Corticella è una fermata ferroviaria di Bologna, posta sulla linea Bologna - Ferrara. La fermata si trova nel quartiere Navile, nel rione di Corticella; lungo il fabbricato corre il confine con il comune di Castel Maggiore, e in particolare con le sue frazioni Primo Maggio e Trebbo di Reno. La stazione confina con la zona artigianale di Castel Maggiore e con un'area residenziale della Corticella.
La fermata fa parte del Servizio ferroviario metropolitano di Bologna.
La gestione degli impianti è affidata a Rete Ferroviaria Italiana (RFI), controllata del Gruppo Ferrovie dello Stato Italiane.

## Storia
Attivata nel 1864 come stazione, venne declassata a fermata il 30 novembre 2003.

## Strutture e impianti
Il fabbricato viaggiatori si compone di due livelli, di cui soltanto il piano terra è aperto al pubblico. L'edificio è in muratura ed è tinteggiato di rosa. La struttura si compone di quattro aperture rettangolari per ciascun piano.
La stazione disponeva di uno scalo merci con annesso magazzino: oggi (2011) lo scalo è stato smantellato mentre il magazzino è stato convertito a deposito. L'architettura del magazzino è molto simile a quella delle altre stazioni ferroviarie italiane.
La pianta dei fabbricati è rettangolare.
Il piazzale è composto da quattro binari: i binari 1 e 2 sono binari di corsa della ferrovia Padova-Bologna; i binari 3 e 4 sono binari di corsa della linea di cintura di Bologna. Tutti i binari sono serviti da un marciapiede alto (55 cm) e dotati di banchina riparata da una moderna pensilina in acciaio blu, secondo gli standard del servizio ferroviario metropolitano.
Le banchine sono collegate fra loro da un sottopassaggio, accessibile tramite scale o ascensore, con uscite su entrambi i lati della stazione.

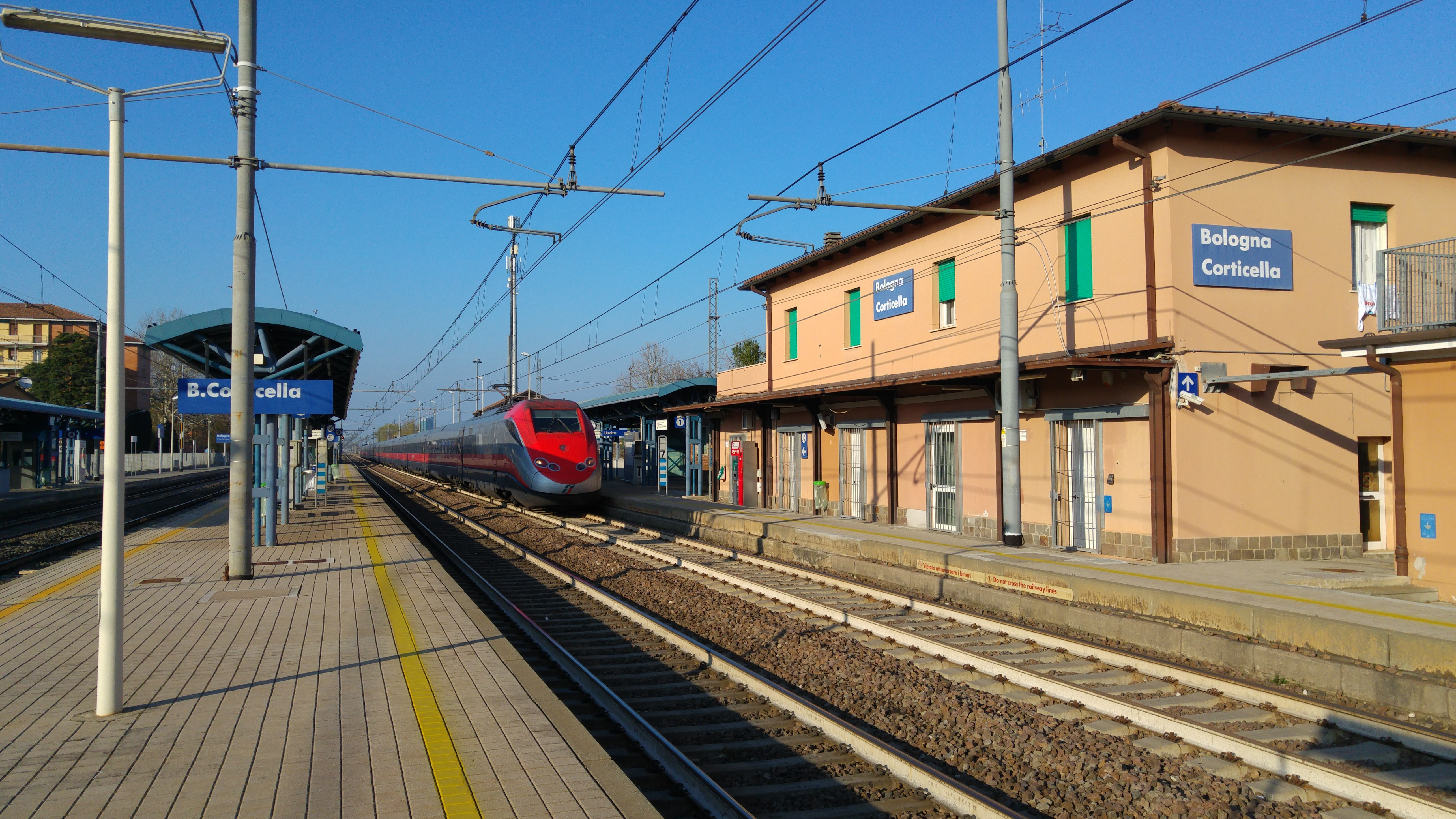
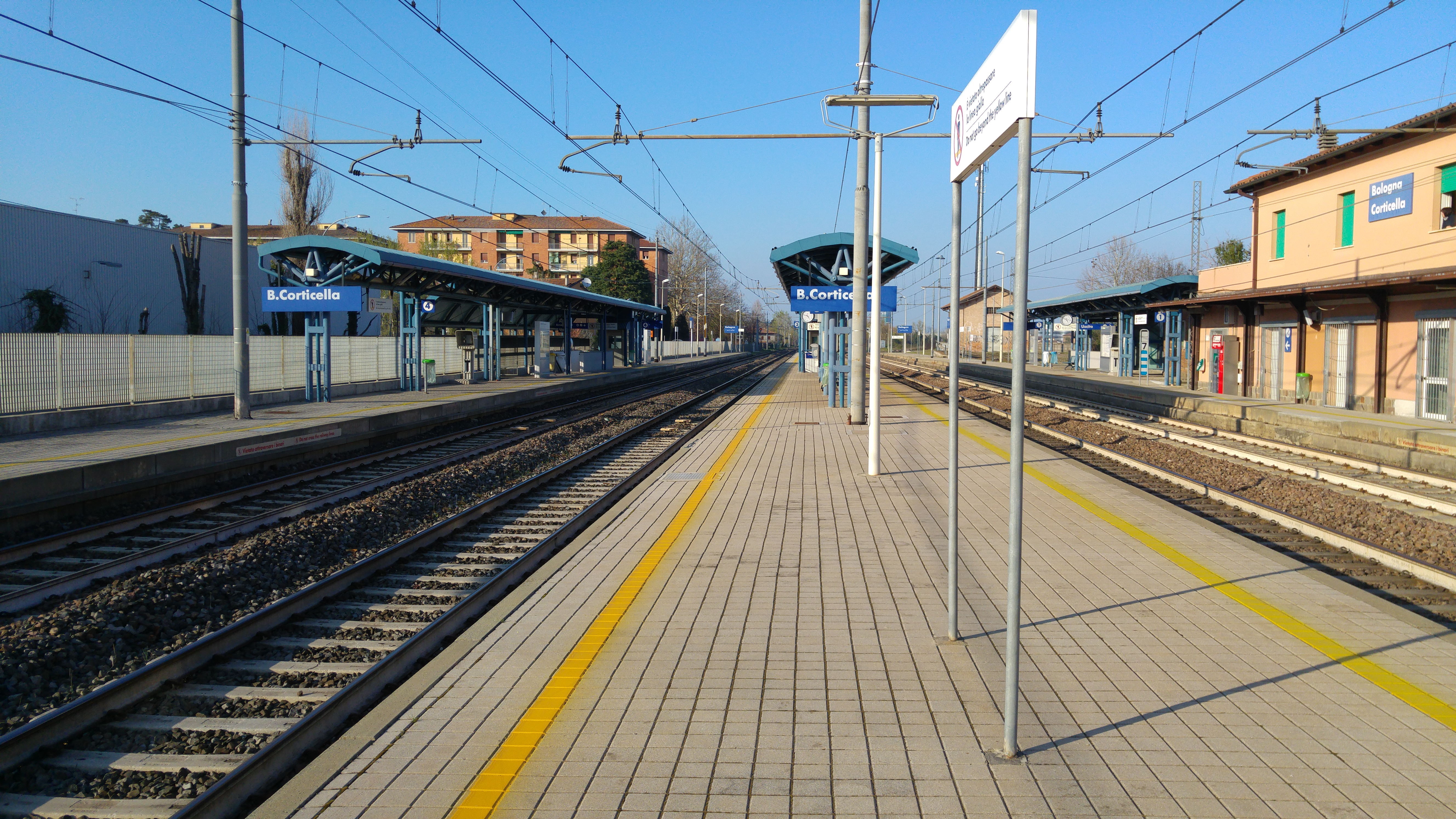
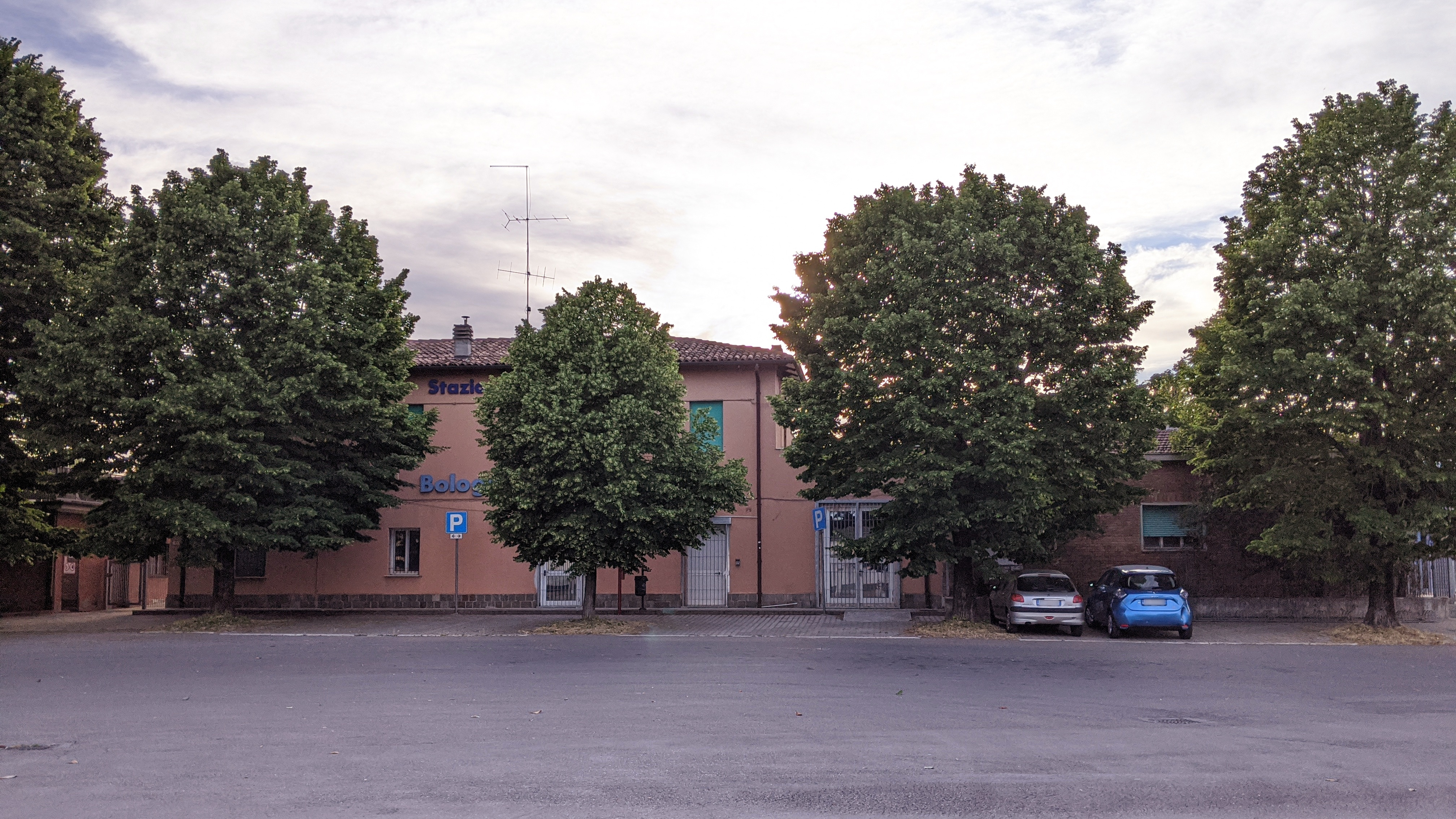
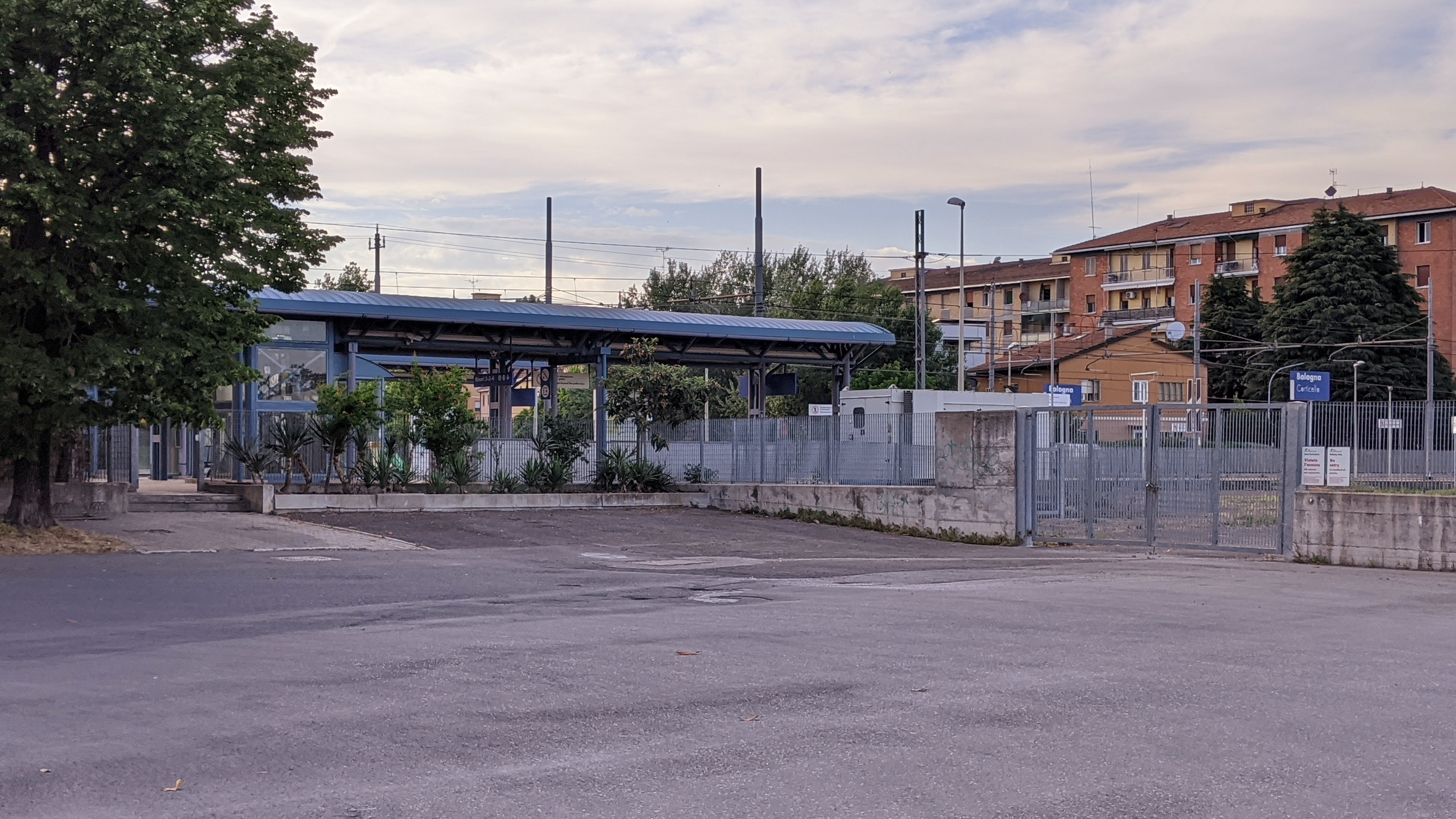

## Movimento
Il servizio passeggeri è costituito dai treni della linea S4A (Bologna Centrale - Ferrara) del servizio ferroviario metropolitano di Bologna, con frequenza approssimativamente oraria nei giorni feriali, con partenze generalmente al minuto :24 per Bologna e al minuto :36 per Ferrara. I treni effettuano generalmente capolinea a Bologna Centrale; solo alcuni convogli proseguono la corsa da e per Imola, percorrendo la linea S4 nella sua interezza (il ramo Bologna-Imola è classificato come S4B).
I treni sono effettuati da Trenitalia Tper nell'ambito del contratto di servizio stipulato con la regione Emilia-Romagna.
Al 2007, l'impianto risultava frequentato da un traffico giornaliero medio di circa 115 persone. A novembre 2013, l'impianto risultava frequentato da un traffico giornaliero medio di 187 persone.
A novembre 2019, la stazione risultava frequentata da un traffico giornaliero medio di circa 313 persone (143 saliti + 170 discesi).

## Servizi
La stazione è classificata da RFI nella categoria bronze.
La stazione offre i seguenti servizi:
- Biglietteria self-service

## Interscambi
- Fermata autobus (Corticella Stazione, linea 27)